# Школа журналістики та комунікацій УКУ
Школа журналістики та комунікацій УКУ (ШЖК) — освітній центр, що поєднує теоретичну базу та практичну роботу за сучасною програмою європейського зразка для підготовки майбутніх журналістів та медіафахівців. У 2010 році Український католицький університет запустив магістерську програму з журналістики, у 2012 — з медіакомунікацій. Саме з цього моменту починає функціонувати Школа журналістики УКУ. З 2020 року — обидві програми об’єднані та оновлені в одну структуру – Школу журналістики та комунікацій УКУ.
Нині Школа — це частина факультету суспільних наук Українського католицького університету і складається з двох окремих магістерських програм — дворічної програми з журналістики та півторарічної — з медіакомунікацій. Викладачами ШЖК є багаторічні практики, а серед запрошених лекторів – знані українські та міжнародні журналісти і медіаексперти. Студенти Школи беруть участь у медіатренінгах, спецпроєктах та виробничих практиках на провідних медіаресурсах країни. Мають змогу проходити стажування та навчання за кордоном, як і підкріплювати набуті теоретичні вміння і практичні навички. Після завершення навчання випускники отримують дипломи державного зразка (IV рівень акредитації).

## Структура

### Магістратура з журналістики

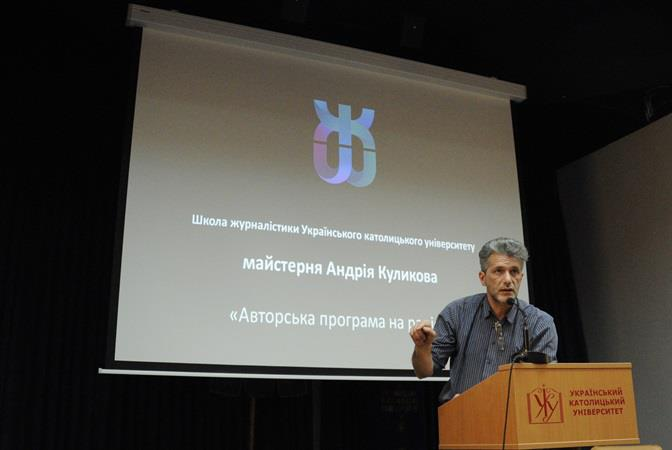
Майстер-клас журналіста та ведучого Андрія Куликова

Магістерська програма з журналістики Українського католицького університету у Львові створена у 2010 році. Протягом двох років навчання студенти мають змогу оволодіти ґрунтовними практичними знаннями й навичками з друкованої, радійної, телевізійної та діджитал-журналістики, розширити свій світогляд і розуміння цінностей професії, отримати знання з перших рук провідних українських та закордонних медійних фахівців. Наукові, дослідницькі та практичні зацікавлення викладачів охоплюють нові медіа, масову культуру, інфотейнмент, соціальні медіа, медіакритику, політичну комунікацію, медіаекономіку, психологію реклами, медіапсихологію і низку інших актуальних трендів сучасного медіапростору.
Програма дозволяє наочно підкріплювати здобуті знання у відомих медіа, працювати з українськими та іноземними менторами та дає розуміння медіаменеджменту. Школа готує універсальних журналістів, які вміють працювати з текстом, відео, аудіо, просувати та монетизувати продукт. Програму підсилено дисциплінами за тематичними компетенціями: «економічна журналістика», «наукова журналістика», «міжнародна журналістика» тощо. Окрім цього, програма визначає предмети із світоглядною складовою, які допомагають краще розуміти роль журналіста у суспільстві та запити аудиторії.
2 роки навчання магістрів-журналістів складаються з бази насичених навчальних дисциплін, обов’язкової виробничої практики та захисту магістерської роботи, якою може слугувати авторський творчий проєкт.
Серед дисциплін, які опановують студенти магістерської програми з журналістики, наступні курси:

#### Світоглядне ядро
- Емоційний інтелект;
- Суспільні трансформації;
- Історія ідей;
- Соціологічні дослідження;
- Критичне мислення;
- Християнська духовність;
- Кіно та наративи.

#### Дисципліни фахової підготовки
- Журналістика факту;
- Сторітелінг та публічний виступ;
- Мультимедійний репортаж;
- Аудіоформати;
- Відеоформати;
- Журналістські розслідування;
- Друковані медіа;
- Журналістика рішень;
- Гібридні загрози;
- Медіаекологія;
- Мовна компетенція;
- Семіотика медіа;
- Дизайн академічних досліджень.

#### Тематичні напрямки
- Економічна журналістика;
- Аналітична журналістика;
- Міжнародна журналістика;
- Наукова журналістика;
- Медіакритика;
- Церква і соціальні комунікації.

#### Управління та комунікації
- Маркетингові комунікації;
- Медіабізнес;
- Політичні комунікації;
- Рекламні комунікації;
- Стратегічні комунікації;
- Управління медіапроєктами.

#### Компетенції конвергентності
- SMM та медіа;
- Графічний дизайн;
- Емоційний брендинг;
- Етика аргументації та спіндокторінг.

### Магістратура медіакомунікацій
Магістерська програма з медіакомунікацій створена у 2012 році. Школа готує фахівців, які володіють засобами медіааналітики, розуміють стратегії цифрових та візуальних комунікацій, а також створюють якісний контент для впізнаваних брендів. Студенти вчаться сегментувати та досліджувати цільові аудиторії, а також застосовувати знання для побудови ефективних комунікацій для соціальних та поведінкових змін. Програма пропонує поглиблене вивчення однієї із трьох спеціалізацій – візуальні та цифрові медії, PR та стратегічні комунікації і медіавідносини. Кожен студент має змогу з меню предметів навчальної програми обрати відповідні дисципліни і сформувати таке портфоліо, що максимально відповідатиме його запитам і талантам.
Програма з медіакомунікацій передбачає гармонійне поєднання теоретичної бази з великою кількістю практичних курсів, навчання під керівництвом та менторством провідних експертів у сфері медіааналітики, цифрових комунікацій та піару, та безпосередню залученість студентів у реалізацію комунікаційних проєктів. Окрім цього, у навчальний план включені предмети із Світоглядною складовою, які дають можливість сформувати власний ціннісний та аналітичний фундамент.
1,5 року навчання магістрів-комунікаційників складаються з бази насичених навчальних дисциплін, обов'язкової виробничої практики та захисту магістерської роботи, якою може слугувати авторський творчий проєкт.
Серед дисциплін, які опановують студенти магістерської програми з журналістики, наступні курси:

#### Світоглядне ядро
- Емоційний інтелект;
- Суспільні трансформації;
- Історія ідей;
- Соціологічні дослідження;
- Критичне мислення;
- Християнська духовність;
- Кіно та наративи.

#### Тематичні напрямки
- Аудіоформати;
- Креативне письмо;
- Мультимедійні формати;
- Вебаналітика та CEO;
- Церква і соціальні комунікації.

#### Дисципліни фахової підготовки
- Бренд-менеджмент;
- Зв'язки із громадськістю;
- Комунікація задля поведінкових змін;
- Маркетингові комунікації;
- Політичні комунікації;
- Рекламні комунікації;
- Стратегічні комунікації;
- Теорія масових комунікацій;
- Управління медіапроєктами;
- Управління репутацією;
- Гібридні загрози;
- Дизайн академічних досліджень.

#### Компетенції конвергентності
- SMM та медіа;
- Графічний дизайн;
- Медіааналітика;
- Сторітелінг та публічний виступ.

## Технічні можливості
До матеріально-технічної бази Школи входять:
- Ньюзрум (офіс новин) — мережа багатофункціональних комп'ютерів, програмне забезпечення яких дозволяє студентам магістерських програми здобути практичні навички з відео- та аудіомонтажу, верстки і дизайну друкованих медій, розробки WEB-платформ;
- Навчальна телестудія, обладнана сучасним цифровим технічним устаткуванням для практичної роботи студентів на різних етапах продакшну;
- 2 студії звукозапису, обладнані якісним технічним забезпеченням для освоєння на практиці навичок запису, обробки, зведення та монтажу аудіоматеріалів;
- Комплект базової необхідної для універсального журналіста техніки (камери, камкодери, дрони, стедіками, штативи, спалахи, софтбокси, портативні мікрофони та радіопетлі, відео- та аудіомікшери). Усю потрібну техніку студенти можуть використовувати для колективних чи персональних проєктів у рамках навчання у Школі журналістики та комунікацій УКУ.

Окрім цього, на базі Школи функціонує продакшн, що забезпечує фото- та відеопідтримку для структурних одиниць УКУ і зовнішніх замовників, а також організовує увесь необхідний технічний супровід для прямих трансляцій подій. Для цього, зокрема, залучають студентів ШЖК, які в рамках навчання відточують навички на практиці.

## Викладачі
Серед викладачів Школи журналістики та комунікацій добре знані в Україні медійники та фахівці-практики. Серед постійних лекторів Школи, зокрема, історик та автор книг Ярослав Грицак, письменниця та журналістка «The Reporters» Олеся Яремчук, співзасновник та редактор онлайн-журналу «Куншт» Кирило Бескоровайний, учасниця Унівської та Несторівської груп і дослідниця цінностей українського суспільства Вікторія Бриндза, заступник головного редактора «The Village Україна» і письменник Марк Лівін, радіоведучий «Lux FM Львів» Андрій Чиж, шеф-редактор «Зворотнього відліку» Дмитро Крапивенко, засновник експертної компанії «pro.mova», письменниця та редакторка «The Ukrainians» Анастасія Левкова, член наглядової ради Суспільного мовлення Євген Глібовицький, журналіст-розслідувач програми «Наші гроші з Денисом Бігусом» Данило Мокрик, директорка з маркетингу та продажів «LvBS» Галина Янишівська, головний редактор «Українського тижня» Юрій Лапаєв, співзасновниця та шеф-редакторка медіахабу «Твоє Місто» Світлана Жаб'юк, головний редактор онлайн-видання «Історична правда» Вахтанг Кіпіані, засновниця та директорка агенції комунікацій «Perfect PR» Наталія Улинець та багато інших.
Також у різний час викладачами та лекторами Школи були Андрій Куликов, Віталій Портников, Роман Вінтонів(Майкл Щур), Ігор Померанцев, Ніна Кур'ята, Отар Довженко, Мустафа Найєм, Роман Заяць, Сергій Рахманін, Володимир Мостовий, Соня Кошкіна, Сергій Каразій, Шон-Патрік Лаветт, Вітольд Шабловський та інші.

## Студентські проєкти та ініціативи
Серед постійних медіапартнерів Школи журналістики та комунікацій УКУ суспільно-політичні тижневики «Український тиждень» і «День», медіапортали «Радіо Свобода», «Суспільне», «The Ukrainians», «Новини здорової людини», «Ukraїner», «Твоє місто» та «Збруч», телеканали «24 канал», «Еспресо» і «Перший Західний», радіо «Lux FM» і «Zolochiv fm» та багато інших. Робота з успішними медіа та агенціями прописана в навчальний план та позанавчальні активності студентів обидвох програм, аби здобування не тільки теоретичного, а насамперед практичного досвіду, було максимально насиченим та ефективним.

### Школа репортажу
У грудні 2011 року, після декількох тематичних майстер — класів, студенти магістерської програми з журналістики УКУ стали учасниками Школи репортажу (спільний пілотний проект Польського інституту в Києві, Українсько-польського журналістського клубу «Без упереджень» та магістерської програми з журналістики УКУ за фінансового сприяння МФ «Відродження»). За результатами роботи Школи репортажу кожен зі студентів написав свій репортаж з місця події, в кому раніше ніколи не побував. Найкращі матеріали опублікували українські ЗМІ.

### Школа політичного репортажу
У вересні-жовтні 2012 року, після декількох тематичних майстер-класів, 17 студентів магістерської програми з журналістики УКУ стали учасниками Школи політичного репортажу (навчальний проект Школи журналістики УКУ за фінансової підтримки програми «Український медійний проект» («У-Медіа») міжнародної неурядової організації Інтерньюз). Студенти працювали у парі вже з працюючими журналістами і поїхали у 10 міст України, що відіграли важливу роль у своєму регіоні та мають характерний політичний, етнічний або історичний колорит. За результатами поїздки у ці міста студенти та журналісти написали 10 репортажів, які розповідають про політичну, соціальну та культурну атмосферу Мукачевого (Закарпаття), Косова-Космача (Прикарпаття), Миргорода (Полтавщина), Умані (Черкащина), Золочева (Харківщина), Єнакієвого (Донбас), Жовтих Вод (Дніпропетровщина), Ізмаїла (Одещина), Бахчисараю і Севастополя (Крим).
За результатами роботи Школи політичного репортажу опубліковано 12 репортажів.

## Видавнича діяльність
- Понад бар'єрами 2011 – 2013: Ігор Померанцев, Пол Тайґе, Джордж Вайґель. Промови / Упорядник Ігор Балинський, літературний редактор Анна-Марія Волосацька. — Львів : Видавництво Українського католицького університету, 2013.
- Понад бар'єрами ІІ. 2012 – 2014. Промови: Адам Міхнік, сестра Гелен Алфорд, Ігор Балинський. Листи до Бога. — Львів : Видавництво Українського католицького університету, 2014.
- Незалежний культурологічний часопис «Ї». Число 75/2014. Спецвипуск «ЄС — Україна: що далі?»
- Кліффорд Крістіанс, Марк Факлер, Кеті Бріттен Річардсон, Пеґґі Крешел, Роберт Вудз-молодший. Медіяетика: практичні випадки та моральні міркування = Media Ethics: Cases and Moral Reasoning / Пер. з англ. Олег Король; наук. ред. Ніна Зражевська. — Львів : Видавництво Українського католицького університету, 2014. — 592 с. — ISBN 978-966-2778-18-2.
- Померанцев Ігор. Вільний простір: Радіощоденник письменника / Пер. з рос. Діани Клочко та ін. — Львів : Видавництво Українського католицького університету, 2014. — 248 с. — ISBN 978-966-2778-20-5.
- Наукові записки УКУ, число VII, серія «Журналістика. Медіакомунікації», випуск 1. Львів 2015, 232 с. ISSN 2075-4817
- Пітер Померанцев. Нічого правдивого й усе можливе. Пригоди в сучасній Росії = Nothing Is True and Everything Is Possible: The Surreal Heart of the New Russia / Переклад з англійської Андрій Бондар. — Львів : Видавництво Українського католицького університету, 2015. — 240 с. — ISBN 978-966-2778-40-3.